# Chileense parlementsverkiezingen 1918
De Chileense parlementsverkiezingen van 1918 vonden op 3 maart van dat jaar plaats. In zowel de Kamer van Afgevaardigden de Senaat werd de liberale Alianza Liberal de grootste.

## Uitslagen

### Kamer van Afgevaardigden
| Politieke partij | Politieke partij    | Zetels | Percentage |
| ---------------- | ------------------- | ------ | ---------- |
| Alianza Liberal  | Liberal             | 29     | 24,58%     |
| Alianza Liberal  | Radical             | 33     | 27,96%     |
| Alianza Liberal  | Democrático         | 5      | 4,24%      |
| Coalición        | Conservador         | 26     | 22,03%     |
| Coalición        | Nacional            | 10     | 8,47%      |
| Coalición        | Liberal Democrático | 15     | 12,71%     |
|                  | Nacionalista        | 1      | 0,84       |
| Totaal           | Totaal              | 118    | 100%       |

### Senaat
- 13 van de 32 zetels verkiesbaar

| Politieke partijen | Politieke partijen  | Zetels | Percentage |
| ------------------ | ------------------- | ------ | ---------- |
| Alianza Liberal    | Liberal             | 4      | 30,77%     |
| Alianza Liberal    | Radical             | 2      | 15,38%     |
| Alianza Liberal    | Democrático         | 2      | 15,38%     |
| Coalición          | Conservador         | 3      | 23,08%     |
| Coalición          | Nacional            | 1      | 7,69%      |
| Coalición          | Liberal Democrático | 1      | 7,69%      |
| Totaal             | Totaal              | 13     | 100%       |

Samenstelling Senaat 1915-1921
| Partij              | Zetels |
| ------------------- | ------ |
| Liberal             | 10     |
| Conservador         | 7      |
| Liberal Democrático | 5      |
| Nacional            | 3      |
| Radical             | 4      |
| Democrático         | 3      |
| Totaal              | 32     |